# Russische Partij van het Leven
De Russische Partij van het Leven (Russisch: Российская партия жизни, Rossiejskaja Partia Zjizni) was een politieke partij uit Rusland. De partij stond onder de leiding van Sergej Mironov en beschouwde zichzelf als liberaal-nationalistisch. De partij had haar hoofdkantoor in Moskou.
Bij de laatste parlementsverkiezingen van 2003 behaalde de partij samen met de Partij voor de Hergeboorte van Rusland 1,9% van de stemmen en daarmee geen zetels. Dit ondanks de inzet van verschillende beroemdheden, waarvan model Oksana Fedorova de bekendste was.
Op 28 oktober 2006 ging de partij samen met Rodina en de Russische Gepensioneerden Partij om de nieuwe partij Rechtvaardig Rusland te vormen.